# En otro lugar
En Otro Lugar es el primer álbum de estudio de la banda de groove metal española Vita Imana, lanzado en el año 2010 y editado por Santo Grial producciones.

## Canciones
1. Intro
2. Nada por ti
3. Oculto
4. Gondwana
5. Sin Piedad
6. Taikos
7. Vita Imana
8. Nunca
9. Cuando Despierta
10. Parásito
11. Paranoia
12. El Edén
13. Sistema Nervioso
14. Mil Caras
15. No Quieres Creer

## Personal
- Javier Cardoso – voz
- Román García – guitarra
- Puppy – guitarra
- Pepe Blanco – bajo
- Míriam Baz – Percusión
- Daniel García – batería